# Charles Kuonen Hängebrücke

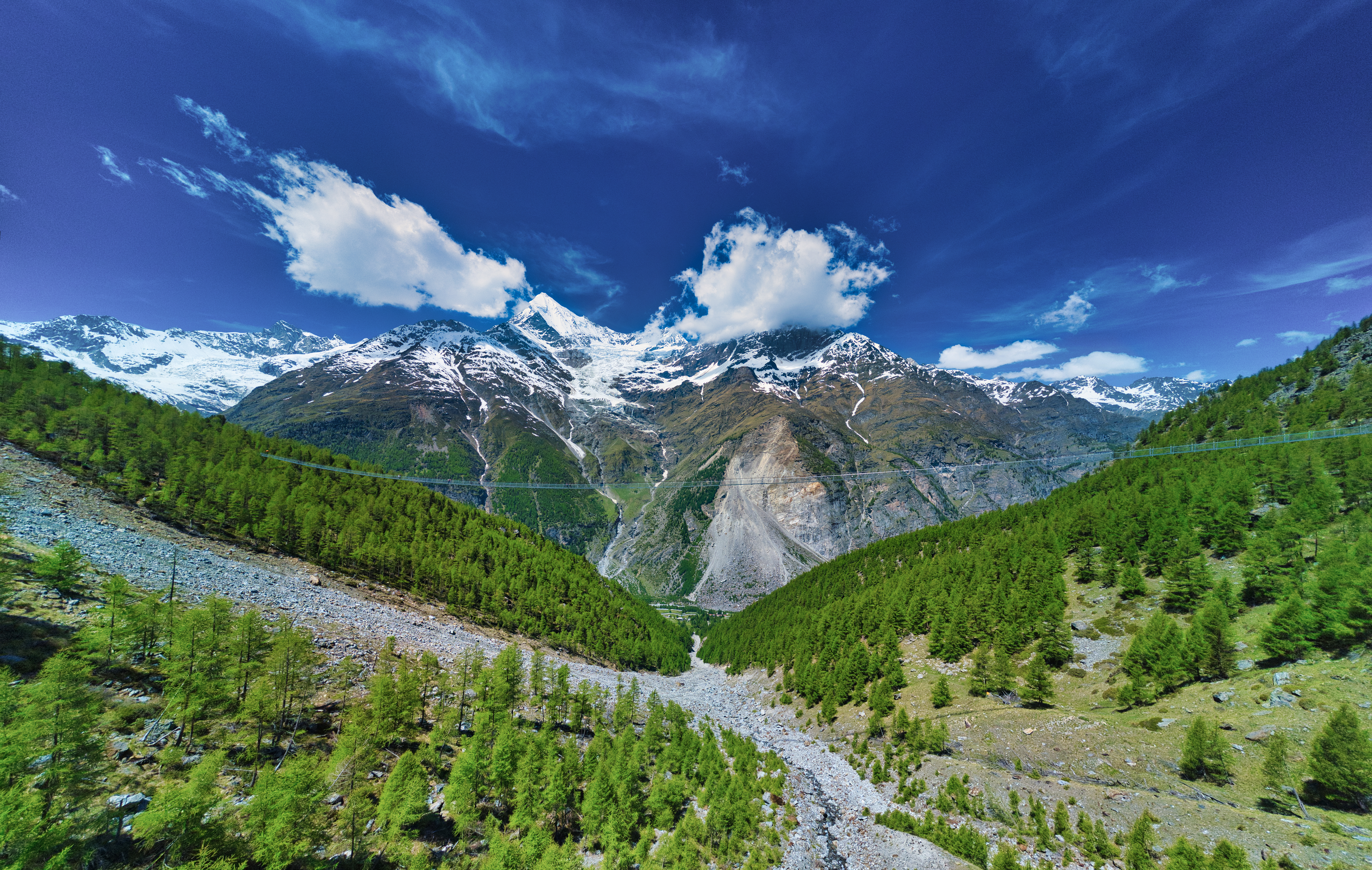
De hangbrug van een afstand

De Charles Kuonen Hängebrücke was bij haar opening met haar 494 meter lengte de langste voetgangershangbrug ter wereld. De brug werd in juli 2017 geopend en loopt op een hoogte van 85 meter boven het Grabenguferravijn bij het Mattertal in de gemeente Randa in het Zwitserse kanton Wallis. De brug is alleen toegankelijk voor voetgangers en verving de beschadigde Europabrücke. Per 3 mei 2021 was de brug niet meer de langste voetgangersbrug omdat toen de 516 lange Arouca 516 bij het Portugese Arouca werd geopend.
De Charles Kuonen Hängebrücke is onderdeel van de Monte Rosa-route (deel Europaweg) en kan gebruikt worden om de top van de Dom te bereiken. De brug vormt verder een verbinding tussen de dorpen Zermatt en Grächen.

## Weblink
- Langste hangbrug voor voetgangers.